# Gare de Mizusawa
La gare de Mizusawa (水沢駅, Mizusawa-eki) est une gare ferroviaire de la ville d'Ōshū, dans la préfecture d'Iwate au Japon. Elle est exploitée par la compagnie JR East.

## Situation ferroviaire
La gare est située au point kilométrique (PK) 470,1 de la ligne principale Tōhoku.

## Histoire
La gare a été inaugurée le 1er novembre 1890.

## Service des voyageurs

### Accueil

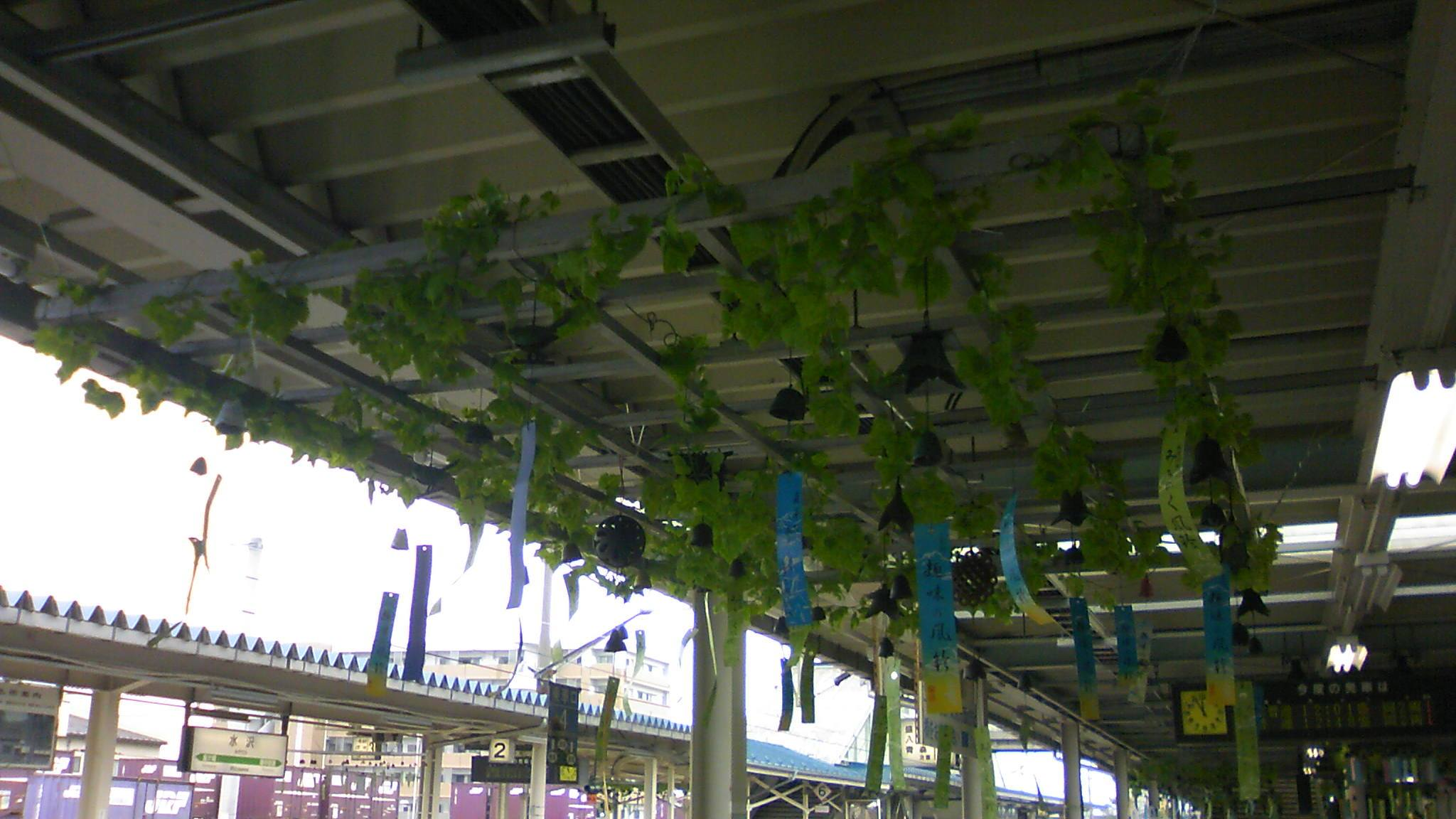
Les fūrin de la gare.

La gare dispose d'un bâtiment voyageurs, avec guichets, ouvert tous les jours.
La gare de Mizusawa est décorée de dizaines de fūrin qui font partie des 100 sons naturels du Japon.

### Desserte
- Ligne principale Tōhoku :
  - voies 1 et 2 : direction Morioka
  - voie 3 : direction Ichinoseki